# Jeminay

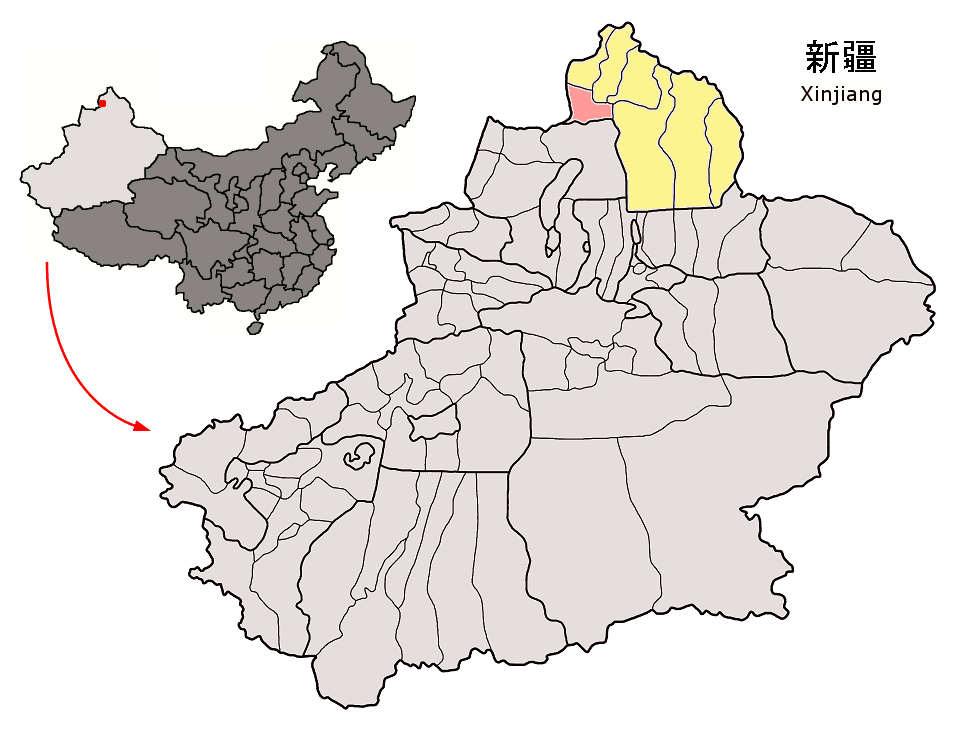
Lage des Kreises Jeminay (rosa) im Regierungsbezirk Altay (gelb)

Der Kreis Jeminay (chinesisch 吉木乃县, Pinyin Jímùnǎi Xiàn, uigurisch جېمىنەي ناھىيىسى Jeminəy Naⱨiyisi, kasachisch جەمەنەي اۋدانى Jemeney Awdanı) ist ein Kreis des Regierungsbezirks Altay des Kasachischen Autonomen Bezirks Ili im Uigurischen Autonomen Gebiet Xinjiang der VR China. Sein Hauptort ist die Großgemeinde Topterek (托普铁热克镇). Er hat eine Fläche von 7.145,04 Quadratkilometern und zählt 35.365 Einwohner (Stand: Zensus 2010).
Er liegt an der G 219 und ist wie das gegenüberliegende Maykapchagay an der kasachischen M-38 seit 1994 ein offizieller Grenzübergang.

## Persönlichkeiten
- Bayani Jialin (* 1999), Skilangläuferin